# ヘンリー・ロノ

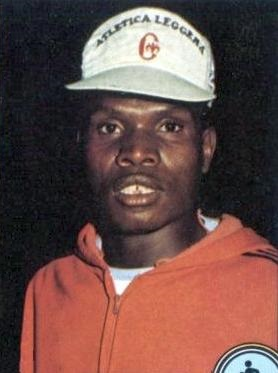
ヘンリー・ロノ

ヘンリー・ロノ（Henry Rono、1952年2月12日 - 2024年2月15日）は、1970年代から1980年代にかけて活躍したケニアの元陸上競技選手であり、中長距離4種目の元世界記録保持者である。彼は、選手の全盛期であった1976年と1980年のオリンピックには、ケニアがボイコットをしたため出場できなかった。リフトバレー州ナンディ県カプサベット出身。

## 経歴
ロノはナンディ族の出身である。彼は、サムソン・キモブワらほかのケニアの選手とともに1977年からアメリカのワシントン州立大学に通い、アメリカ人のコーチの下コーチを受けていた。
ロノの選手としての絶頂期は1978年にやってきた。わずか81日間で、彼は10000m、5000m、3000m障害、3000mで4つの世界新記録を樹立するという、過去に例のないことをやってのけた。1978年コモンウェルスゲームズで5000mと3000m障害で金メダルを獲得している。彼の出した3000m障害の世界記録はその後11年破られなかった。
しかし、ロノは、二度とこのような水準に戻ることはなかった。翌年、飲酒によって、次第に体重が増加し始めたのだ。しかし1981年に5000mで世界新記録を出し、一度だけ彼の才能をうかがわせたことがあったが、このときは酒に酔っていない状況であった。
引退後にロノに待ち受けている状況は厳しかった。アルコール依存症となり、また収入を管理してくれる人もいなくなったので無一文になったので1990年代にはしばしば、ワシントン州のホームレス収容所に入ることとなった。
晩年はアルコール依存症から脱却し、ニューメキシコ州の高校でコーチをしながら、マスターズ陸上に出場していた。
2024年2月15日に死去。72歳没。

## 自己ベスト記録
- 3000m - 7分32秒1（1978年6月27日）
- 5000m - 13分06秒20（1981年9月31日[要検証 – ノート]）
- 10000m - 27分22秒47（1978年6月11日）
- 3000m障害 - 8分05秒4（1978年5月13日）